# Битка у Хелголандском заливу
Битка у Хелголандском заливу је била поморска битка у Првом светском рату. Борба је вођена у петак 28. августа 1914. године између британске и немачке морнарице крај северозападне обале Немачке. У тој бици је победила британска морнарица потопивши три немачке лаке крстарице и један разач(или по другим изворима чак 3 разарача).

## План одбране немачке флоте
Одмах по почетку рата Немачка флота Високог мора је мислила да слабост својих снага у односу на британску морнарицу надокнади дејством подморница и торпедних снага. Торпедне снаге су имале задатак да нападну непријатељску флоту испред линије утврђених острва пре него што у битку ступе главне снаге, које би се ангажовале тек после ове уводне борбе. Немци су организовали сталну службу предстража и извиђања, да би се тако заштитила од сваке изненадне акције британске флоте. Највећи део немачких ратних бродова био је смештен у базама на дну Хелголандског залива, у лукама Вилхелмсхафен и Куксхавен.
Зато је, према немачком плану, торпедне снаге и подморница ~ у почетку их је било само 27 ~ требало да буду распоређене испред у четири патролне линије једна иза друге. Прву линију, која је била истурена на око 46,5 km од Хелголанда, образовале су извиђачке предстраже која се састојала од низа патролних и наоружаних рибарских бродова, разарачи и торпедни чамци. Иза ње, на око 11 km налазила се линија подморница, а иза ове линије разарача, иза ове линије били су разарачи, а на четвртој линији су биле распоређене подморнице и лаке крстарице. Немачки Адмиралитет претпостављао је да ће ове торпедне јединице и саме бити довољне за слабљење и задржавање британске флоте ако би насилно упловила у залив, те да није потребно постављање минских поља која отежавају и пловидбу сопствених бродова. У полукругу од око 50 km од улаза у Хелголандски залив била је постављена линија немачких којима су за заштиту били додељени торпедни чамци и две лаке крстарице.
Ове јединице су се смењивале тако да је улаз у Хелголандски залив био под сталном стражом. Британска морнарица је повремено слала подморнице да посматрају кретање немачке флоте и појединих бродова и на темељу ових извештаја дознало се за ову сталну стражу немачких лаких јединица.

## Припрема Британаца
Британци су одлучили да на ове немачке снаге изврше изненадни препад. Очекујући да ће нападом на патролне снаге привући јаке површинске снаге немачке флоте за ову операцију ангажовали су пет бојних крсташа и оклопних крсташа, седам крстарица, 33 разарача и десетак подморница. Команда је била поверена адмиралу Дејвиду Битију, који је истовремено командовао и снагама за подршку, тј. Првом ескадром бојних крсташа коју су сачињавали бојни крсташи „Њу Зиланд“ (енг. HMS New Zealand) и „Инвинсибл“ (енг. Invincible), као и три крстарице, док је командант лаких снага из тзв. Харвичког састава, које је требало да изазову Немце продором у Хелголандски залив, био комодор Реџиналд Тирвит (Reginald Tyrwhitt).
При томе је требало да брзе јединице иза острва Силта заобиђу линију немачких извиђачких јединица и да у њеној позадини нападну крстарице и торпедне чамце одређене за њену подршку, док је требало да подморнице поставе заседу код острва Хелголанд против оних немачких јединица које би биле послане у помоћ.
Британци су три подморнице упутили у непосредну близину Хелголанда а неколико пред ушће реке Емс да зароњене чекају и евентуално нападну немачке бродове који би туда наишли а три подморнице су упутуили на око 80 km од Хелголанда да пловидбом на површини и интензивним радио-саобраћајем на свим могућим таласним дужинама на себе привуку немачке разараче из патролне службе и тако омогуће својим површинским снагама које би чекали у близини да их нападну.

## Битка
Брзо напредовање немачких снага кроз Белгију током августа 1914. године довело је у питање могућност планиране британске евакуације белгијских трупа. Услед тога су Британци, не би ли одвукли пажњу немачке флоте на другу страну и спречили је у ометању евакуације, у ноћи између 27. августа и 28. августа искрцали у Остендеу бригаду морнаричке пешадије да би помогли белгијској војсци, а након тога су своје поморске снаге упутили у Хелголандски залив да нападну немачке патролне снаге и спрече евентуалну интервенцију немачке флоте.
У зору 28. августа 1914. године по магловитом времену које је дозвољавало видљивост на свега 1.000 m, јаке британске снаге су упловиле у Хелголандски залив. Због магле нису опловиле иза острва Силт, већ су прошле директно кроз прву патролну линију. Тог дана за подршку иза ове линије било је девет разарача и три лаке крстарице, док се у луци Хелголанда налазило још десет разарача и осам подморница. У 07:00 часова британске снаге су изненада изашле из магле у непосредној близини немачких разарача. Видећи продор надмоћних британских сила, немачки бродови су се почели повлачити јављајући преко радија о извршеном продору. Убрзо након 07:00 часова је био потопљен немачки торпедни чамац V 187.
Читава операција се развијала врло брзо и положај бродова се стално мењао, јер су за ову акцију биле изабране брзе јединице тако да су састави возили преко 25 чворова мењајући брзо и често курс. На први извештај о нападу испловили су из Хелголандске луке сви разарачи, док су испловиле само две подморнице. Већ око 08:00 часова ови разарачи из Хелголанда су се састали са онима који су се повлачили, али су још увек били слаби да се одупру надмоћном противнику.
Немци брзо ка попришту шаљу лаке крстарице „Фрауенлоб“ и „Штетин“ да дају подршку својим разарачима. Њима се придружује и флота лаких крстарица из Вихлемсхафена коју су сачињавале „Мајнц“, „Келн“ и „Ариадне“. Због осеке из Вилхелмхафена нису успели да исплове и немачки бојни крсташи и тако дају подршку својим лаким снагама.
Све немачке лаке крстарице су возиле пуном брзином упркос магловитом времену према подручју операције. Оне су стигле око 11:00 часова и одмах ушле у борбу, која се дотле већ расплинула у појединачне битке, јер су се британски и немачки разарачи растурили по читавом јужном делу Хелголандског залива.
Долази до оштре борбе између британске лаке крстарице „Еритјуз“ (енгл. HMS „Arethusa“), заставног брода комодора Тирвита, која је предводила комплетан британски састав, и немачке лаке крстарице Фрауенлоб. Борба се водила на растојању од 5.500 m, током које је немачка крстарица постигла знатан успех наневши Еритјузи таква оштећења да је морала да напусти борбу. Успех немачке лаке крстарице је већи тиме што је њено главно наоружање било десет топова од 100 mm, док је „Еритјуз“ имала још и два топа од 150 mm.
Када је „Еритјуз“ почела да се повлачи „Фрауенлоб“ и „Штетин“ је нису прогонили, што их је заправо спасило да не налете на ескадру адмирала Битија која је била у близини.
Надјачан и са тешко оштећеном крстарицом комодор Тирвит је хитно затражио помоћ од британских бојних крсташа. Они су веома смело упловили дубоко у Хелголандски залив. Неке од ових јединица умало нису потопиле сопствене подморнице, које су, како је већ речено поставиле заседу против немачких појачања, а нису биле обавештене о учествовању ових својих јединица у операцији. То уједно показује како је некада подморницима било тешко под напетим условима да разликују сопствене од противничких јединица.
Група вицеадмирала Битија, која се налазила неких 46 km северније, стигла је на поприште у 12:40 часова и потпуно изненадила Немце. Већа брзина и ватрена моћ британских бојних крсташа је потпуно одлучила битку. Убрзо по уласку британских појачања била је потопљена немачка лака крстарица „Мајнц“ после кратке али веома храбре борбе. Пред појавом тешких јединица британске флоте немачке лаке крстрице су почеле брзо да се повлаче, али су Британци ипак успели да потопе још две - „Келн“ и „Ариадне“. Након тога све британске лаке јединице су се сакупиле око бојних крсташа, па су се Британци без икаквих губитака, али са прилично оштећеним лаким снагама вратили у своје базе.

## Резултат и закључак
Немачки губици у људству су износили 712 погинулих и 419 заробљених морнара, док су Британци изгубили 75 људи.
Велики успех ове британске акције је последица промишљеног плана, велике брзине и тачности његовог извршења као и магловитог времена које је онемогућило Немцима да добију јасну слику о снагама противника које су учествовале у нападу, тако да су мислећи да се ради само о мањим јединицама нису биле послате тешке јединице. У том случају би Немачка царска морнарица имала вероватно знатно мање губитке, док би већим губицима били изложени нападачи.
Немачки бојни крсташи усидрени у реци Јадеу, удаљени само 60 mi (97 km) нису успели да интервенишу због осеке јер нису могли да пређу спруд на ушћу.
Немачкој морнарици се овде осветила неопрезност, јер да је одмах по избијању непријатељстава положила минска поља на улазу у Хелголандски залив британска морнарица не би могла да изведе овакав продор. Овоме је у знатној мери допринело и магловито време, које је онемогућавало немачким обалским батеријама да подрже своје бродове, затим спречило извиђање немачкој авијацији и отежало евентуалне нападе њихових подморница. Да су постојала минска поља могло се избећи свако британско изненађење, тако да су Немци могли на време да повуку своју патролу и помоћу јачих снага рашчисти сиуацију код својих положаја.
Немци су минска поља положили одмах после ове акције и због тога Британци нису више ни покушавали да упадају у Хелголандски залив. Немци су испред линије Хелголанд - Боркум, у правцу североисток - југоисток, положили велико минско поље, дуго преко 41 km, а испред линије Хелголанд - Силт минско поље дужине око 33, 5 km у правцу север - југ. Тако су Немци успели да организују поморски утврђени положај иза кога се простирао велики маневарски простор у чијем су се јужном делу налазиле немачке главне војнопоморске базе.
Немци су и реорганизовали патролну службу у Хелголандском заливу и одредили једну ескадру бојних бродова и бојних крсташа да буду стално на сидришту Шилинг у заливу Јаде за евентуално пружање помоћи патролним снагама. Цар Вилхелм II од Хоенцолерна је наредио да за будуће операције површинске снаге прво траже његово одобрење.
Овај немачки систем одбране показао се оправдан, јер су, и поред своје надмоћи у поморским снагама, Савезници сматрали да је насилни десант у Хелголандски залив неизводљива операција. Зато су се и њихова дејства сводила углавном нс тзв. "ширу блокаду" немачке флоте и полагања мина дуж немачке одбране ~ сматра се да је положено око 20.000 мина. Међутим, ове акције нису могле да спрече излаз немачке флоте на отворено море, као и ни излаз и дејство немачких подморница. Овакав утврђени поморски рејон штитио је немачку обалу од артиљеријских напада и десанта а је омогућавао рад миноловаца у чишћењу путева од мина и немачким подморницама да се користе путем преко Килског канала и мореузом Белт при одласку у Севрено море Скагерак. Тиме је главну улогу у одбрани обале играла је покретна снага флоте, а не обалске батерије, које су само појачавале снагу флоте.